# Phoenicoprocta
Phoenicoprocta är ett släkte av fjärilar. Phoenicoprocta ingår i familjen björnspinnare.

## Dottertaxa tillPhoenicoprocta, i alfabetisk ordning[1]
- Phoenicoprocta albigutta
- Phoenicoprocta amazonica
- Phoenicoprocta analis
- Phoenicoprocta astrifera
- Phoenicoprocta atripennis
- Phoenicoprocta aurantipatagiata
- Phoenicoprocta auriflua
- Phoenicoprocta baeri
- Phoenicoprocta biformata
- Phoenicoprocta capistrata
- Phoenicoprocta carminata
- Phoenicoprocta chamboni
- Phoenicoprocta chrysorrhoea
- Phoenicoprocta cubana
- Phoenicoprocta eximia
- Phoenicoprocta flavipicta
- Phoenicoprocta frontalis
- Phoenicoprocta haemorrhoidalis
- Phoenicoprocta ignicauda
- Phoenicoprocta insperata
- Phoenicoprocta intermedia
- Phoenicoprocta jamaicensis
- Phoenicoprocta latimarginata
- Phoenicoprocta lydia
- Phoenicoprocta malapatagia
- Phoenicoprocta metachrysea
- Phoenicoprocta mexicana
- Phoenicoprocta multicincta
- Phoenicoprocta nigricoxa
- Phoenicoprocta nigrivalvata
- Phoenicoprocta nigriventer
- Phoenicoprocta nigropeltata
- Phoenicoprocta paranensis
- Phoenicoprocta partheni
- Phoenicoprocta paucipuncta
- Phoenicoprocta punicea
- Phoenicoprocta rubriventer
- Phoenicoprocta sanguinea
- Phoenicoprocta schreiteri
- Phoenicoprocta selecta
- Phoenicoprocta sieboldi
- Phoenicoprocta steinbachi
- Phoenicoprocta teda
- Phoenicoprocta thera
- Phoenicoprocta thomae
- Phoenicoprocta thoracica
- Phoenicoprocta trinitatis
- Phoenicoprocta vacillans
- Phoenicoprocta variabilis